# Скортеччи, Джузеппе
Джузе́ппе Скорте́ччи (итал. Giuseppe Scortecci, 2 ноября 1898, Флоренция — 18 октября 1973, Милан) — итальянский зоолог, герпетолог. Автор более 100 научных работ и многих научно-популярных книг и статей.
Исследовал фауну пустынь Сомали, центральной Сахары, Йемена, северной Мексики и юго-запада США. Собранный им в Африке и Аравии зоологический материал поступил преимущественно в коллекцию Миланского музея. Некоторые образцы насекомых и других животных послужили типовыми экземплярами для описания новых видов.

## Биография
Родился 2 ноября в 1898 году во Флоренции в семье Эгисто и Марианны Руджини. После участия в Первой мировой войне обучался во Флорентийском университете, где в 1921 году получил степень доктора естественных наук и продолжил работу на кафедре сравнительной анатомии.
В 1926 году переехал в Милан, где работал хранителем коллекции низших беспозвоночных в музее естествознания.
25 апреля 1927 года женился на Лидии Лурини. В 1931 году у них родился сын Вьери.
В 1931 году совершил экспедицию в Сомали, исследовав северную часть страны, территория которой до того была практически не изучена в зоологическом отношении. В 1953 году он вернулся туда, чтобы исследовать восточную часть хребта Аль-Маскад на севере Миджуртинии, и поднялся на самую высокую гору, Уар Медо (итал. Uar Medò, 2100 м). В 1957 году он посетил центральную и западную части хребта, в которых до того не бывало европейских исследователей. Во время своих двух последних экспедиций в Сомали собрал почти тысячу экземпляров земноводных.
В 1934 и 1936 годах он совершил две экспедиции в Феццан (Ливия) В первой он посетил Гат и Вади-эш-Шати, где собрал зоологическую коллекцию из более десяти тысяч экземпляров, а во второй — область между горами Тадрарт-Акакус на востоке и плато Тассилин-Адджер на западе. В ходе этих экспедиций он впервые обнаружил в Ливии даманов и узкоротых змей, уточнил распространение змей, а также собрал материал для изучения сенсорных органов агамовых ящериц.
В 1942 году был назначен заведующим кафедрой зоологии в университете Генуи, в котором с 1963 по 1973 годы занимал пост декана факультета математики, физики и естественных наук.
В 1951 году он совершил длительную экспедицию по пустыням северо-запада США и Мексики на стипендии Фулбрайта и Смита-Мунда.
Погиб 18 октября 1973 года в Милане в дорожном происшествии.

## Членство в научных обществах
Был членом нескольких научных обществ:
- Лигурийская академия наук и литературы[итал.]
- Туринская академия наук
- Итальянское географическое общество
- Американское общество ихтиологов и герпетологов[англ.] — иностранный почётный член.

## Описанные виды
Описал 13 видов пресмыкающихся.
- Afrotyphlops brevis
- Ancylocranium somalicum
- Atractaspis magrettii
- Eryx somalicus
- Hemidactylus klauberi
- Holodactylus cornii
- Letheobia erythraea
- Myriopholis braccianii
- Myriopholis erythraeus
- Myriopholis yemenica
- Naja arabica
- Philochortus zolii
- Telescopus pulcher

## Виды, названные в его честь

### Рыбы
- Gobius scorteccii Poll, 1961[6]

### Пресмыкающиеся
- Atractaspis scorteccii Parker, 1949[7]
- Lygodactylus scorteccii Pasteur, 1959[8]
- Platyceps scortecci Lanza, 1963[9]
- Rhinotyphlops scortecci Gans & Laurent, 1965[10]
- Tropiocolotes scorteccii Cherchi & Spano, 1963[11]